# Luiz Pacheco
Luiz José Gomes Machado Guerreiro Pacheco (Lisboa, 7 de mayo de 1925 — Montijo, 5 de enero de 2008) fue un escritor, editor, polemista, epistológrafo y crítico de literatura portugués.

## Vida
Nació en 1925, en la parroquia de São Sebastião da Pedreira, en una vieja casa de la Calle de la Estefânia, hijo único, en el seno de una familia de la clase media, de origen alentejana, con algunos antepasados militares. El padre era operario público y músico aficionado. En su juventud, Luiz Pacheco tuvo algunas relaciones amorosas con muchachas más jóvenes que él, que habrían de llevarlo por dos veces a prisión.
Desde joven tuvo la biblioteca de su padre a su entera disposición y enseguida manifestó un enorme talento para la escritura. Estudió en el Liceo Camões y llegó a frecuentar el primer año del curso de Filología románica de la Facultad de Letras de Lisboa, donde fue un buen alumno. Vitorino Nemesio, en su asignatura, le dio 18 puntos (de 0 a 20), pero optó por abandonar los estudios. A partir de 1946 trabajó como agente fiscal de la Inspección General de Espectáculos, dimitiendo finalmente de esas funciones, por haberse hartado del empleo. Desde entonces tuvo una vida atribulada, sin medio de subsistencia regular y seguro para sostener la familia creciente (ocho hijos de tres madres adolescentes), llegando a vivir en la mayor de las miserias, a la cuenta de limosnas y donativos, hospedándose en cuartos alquilados y albergues, yendo a la Sopa de los Pobres. Ese periodo difícil de su vida le inspiró el cuento Comunidad, considerado por muchos su obra maestra. Durante los años 60 y 70, vivió en alguna ocasión fuera de Lisboa, en Caldas da Rainha y en Setúbal.
Alto, flaco y descarnado, calvo, usando gafas con vidrios gruesos debido a una fuerte miopía, vistiendo ropas usadas (a veces andrajosas y demasiado pequeñas), hipersensible al alcohol («me gustaba el vino tinto y la cerveza»), hipocondríaco, siempre al borde de la muerte (debido al asma y la un corazón débil), impenitentemente cínico y honesto, paradójico y desconcertante, es a buen seguro, como pícaro personaje literario, un digno heredero de Luís de Camões, Bocage, Gomes Leal o Fernando Pessoa.
Debilitado físicamente y casi ciego debido a las cataratas, pero aún dando entrevistas a los periódicos, los últimos años los pasó en tres hogares de ancianos, habiendo cambiado en 2006 a casa de su hijo João Miguel Pacheco, en Montijo, y de ahí para un hogar de ancianos en la misma ciudad. Moriría el 5 de enero de 2008, de enfermedad súbita, de camino al Hospital de Montijo, donde declararon el óbito a las 22:17 horas.

## Trabajo literario
Comienza a publicar a partir de 1945 diversos artículos en varios periódicos y revistas, como O Globo, Bloco, Afinidades, O Volante, Diário Ilustrado, Diário Popular e Seara Nova. 
En 1950, funda la editora Contraponto, donde publica escritores como Raul Leal, Vergílio Ferreira, José Cardoso Pires, Mário Cesariny, António Maria Lisboa, Natália Correia, Herberto Hélder, etc. Habiendo sido amigo de muchos de ellos, Luiz Pacheco fue un compagnon de route de los surrealistas portugueses y su primer y enamorado editor ("sacristán del surrealismo", le llamó el crítico João Gaspar Simões). Fue amigo íntimo de António Maria Lisboa y de Mário Cesariny, teniendo este cortado definitivamente relaciones con Pacheco, debido a desavenencias intelectuales y personales (vd. Pacheco versus Cesariny, de Luiz Pacheco y Periódico del Gato, de Mário Cesariny). 
Se dedicó a la crítica literaria y cultural, haciéndose famoso (y temido) por sus críticas sarcásticas, irreverentes y polémicas. Denunció la deshonestidad intelectual y la censura impuesta por el régimen salazarista. En 1989, Pacheco se hizo militante del Partido Comunista Portugués, para, decía él, tener un entierro igual al de Ary dos Santos. Denunció, de igual modo, plagios, entre los cuales el cometido por Fernando Namora en Domingo à Tarde sobre la novela Aparição de Vergílio Ferreira.
Su obra literaria, constituida por pequeñas narrativas y relatos (nunca se dedicó a la novela o al cuento) tiene una fuerte tendencia autobiográfica y de libertinaje, insertándose en aquello que él mismo llamó corriente "neo-abjeccionista". En O Libertino Passeia por Braga, a Idolátrica, o Seu Esplendor (escrito en 1961), texto emblemático de esa corriente y que causó un gran escándalo en la época de su publicación (1970), narra un día pasado en una Braga fantasmática y lúbrica, su libertinaje más imaginario que carnal, que termina de modo frustrantemente solitario.

## Obra
- História antiga e conhecida in Bloco (vários autores). Reeditado em Crítica de circunstância e em 2002 com o nome "Os doutores, a salvação e o menino Jesus" (1946)
- Caca, cuspo & Ramela (1958?)(com Natália Correia e Manuel de Lima)
- Carta-Sincera a José Gomes Ferreira (1958)
- O Teodolito (1962)
- Surrealismo/Abjeccionismo (antol.org: Mário Cesariny, c/versão abreviada d'O Teodolito (1963)
- Comunidade (1964)
- Crítica de Circunstância (1966)
- Textos Locais (1967)
- O Libertino Passeia por Braga, a Idolátrica, o Seu Esplendor (escrito em 1961, publicado em 1970; 1992)
- Exercícios de Estilo (1971)
- Literatura Comestível (1972)
- Pacheco versus Cesariny (1974)
- Carta a Gonelha (1977)
- Textos de Circunstância (1977)
- Textos Malditos (1977)
- Textos de Guerrilha 1 (1979)
- Textos de Guerrilha 2 (1981)
- Textos do Barro (1984)
- O Caso das Criancinhas Desaparecidas (1986)
- Textos Sadinos (1991)
- O Uivo do Coiote (1992)
- Carta a Fátima (1992)
- Memorando, Mirabolando (1995)
- Cartas na Mesa (1996)
- Prazo de Validade (1998)
- Isto de estar vivo (2000)
- Uma Admirável Droga (2001)
- Os doutores, a salvação e o menino Jesus - Conto de Natal (2002)
- Mano Forte (2002)
- Raio de Luar (2003)
- Figuras, Figurantes e Figurões (2004)
- Diário Remendado 1971-1975 (2005)
- Cartas ao Léu (2005)
- O crocodilo que voa (2008)